# Il est plus facile pour un chameau...
Pour plus de détails, voir Fiche technique et Distribution.
Il est plus facile pour un chameau... est un film franco-italien réalisé par Valeria Bruni Tedeschi, sorti en 2003.

## Synopsis
Federica est riche, très riche. C'est un obstacle pour elle lorsqu'il s'agit de fonder une famille, d'affronter la rencontre avec un ancien amant ou de faire face à la mort annoncée de son père.

## Fiche technique
- Titre : Il est plus facile pour un chameau...
- Réalisation : Valeria Bruni Tedeschi
- Scénario : Valeria Bruni Tedeschi et Noémie Lvovsky
- Société de production : Gémini Films
- Pays d'origine :  France |  Italie
- Langues : français, italien, espagnol, anglais
- Genre : comédie dramatique
- Durée : 110 minutes (1 h 50)

## Distribution
- Valeria Bruni Tedeschi : Federica
- Chiara Mastroianni : Bianca
- Jean-Hugues Anglade : Pierre
- Denis Podalydès : Philippe
- Marisa Borini : la mère
- Roberto Herlitzka : le père
- Lambert Wilson : Aurelio
- Pascal Bongard : le prêtre
- Nicolas Briançon : le directeur
- Yvan Attal : l'homme dans le parc
- Emmanuelle Devos : la femme de Philippe
- Karine Silla : Céline
- Alma Sammel : Federica enfant
- Jutta Sammel : Bianca enfant
- Victor Nebbiolo : Aurelio enfant
- Laurent Grévill : le médecin
- Chloé Mons : Amélie

## Distinctions
- Prix Louis-Delluc du premier film (2003)
- Festival du film de Tribeca (2003):
  - Meilleure actrice du film narratif pour Valeria Bruni Tedeschi
  - Meilleur nouveau réalisateur pour Valeria Bruni Tesdeschi

## À noter
- L'origine du titre vient d'un passage de la Bible : « il est plus facile pour un chameau de passer par le chas d'une aiguille que pour un riche d'entrer au royaume des cieux » (Évangile de Marc, 10,25, Évangile de Matthieu 19,24, Évangile de Luc 18,25).